# Historische Altstadt Wetzlar

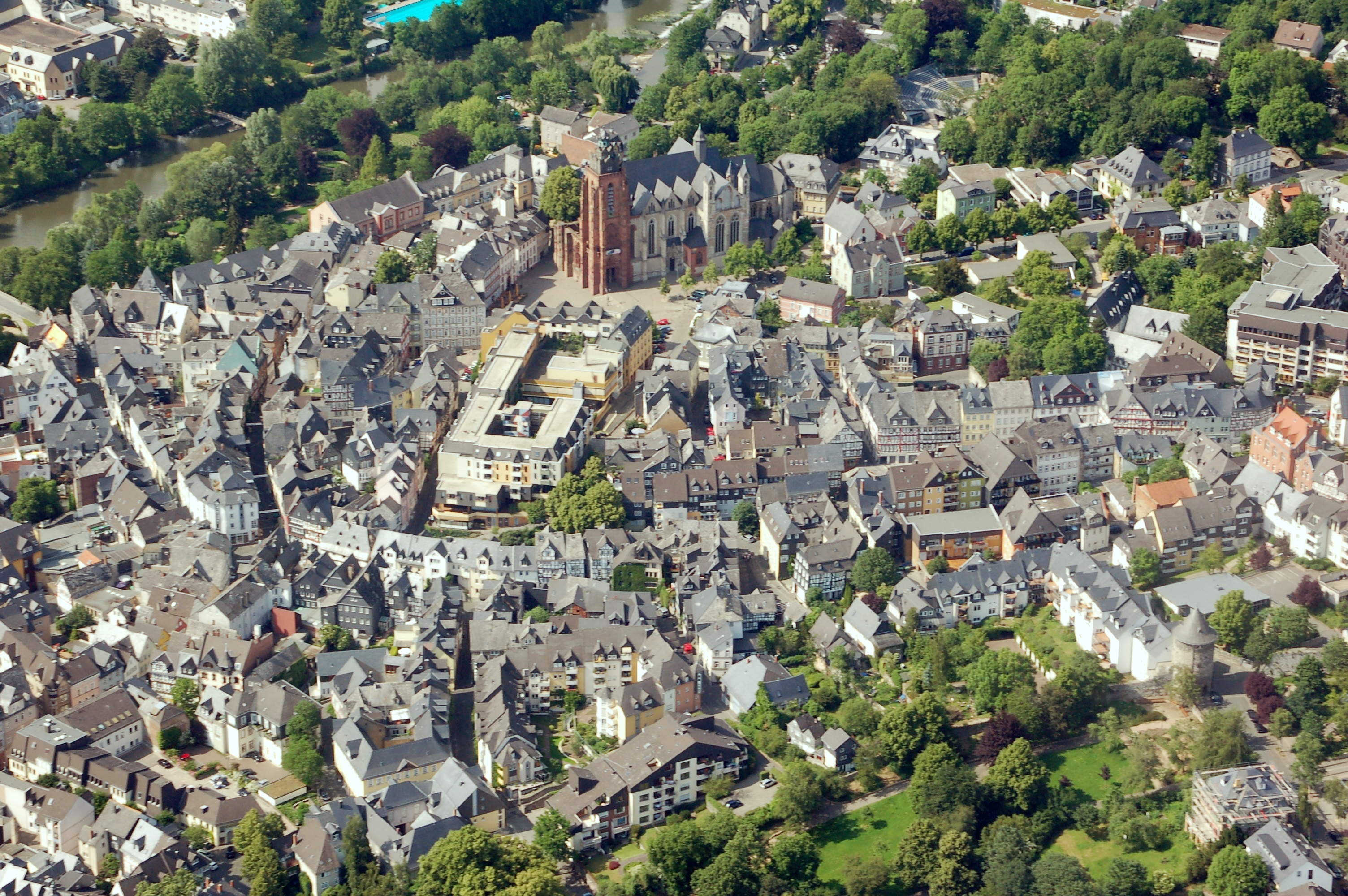
Luftbild der historischen Altstadt von Wetzlar mit dem Dom

Die Historische Altstadt in Wetzlar ist der im frühen Mittelalter entstandene Stadtkern der ehemaligen Reichsstadt und als Gesamtanlage ein eingetragenes Kulturdenkmal. Sie weist eine große Vielfalt an historischen Spuren und städtebaulichen Strukturen auf, die den Altstadtbereich als besonders schützenswert ausweisen. Auch wenn durch die Altstadtsanierung der 1960er Jahre teilweise historische Bausubstanz verloren ging, bestehen im gesamten Bereich innerhalb des mittelalterlichen Mauerrings nahezu unverändert die historischen Straßenverläufe und vielfach noch spätmittelalterliche Straßenquerschnitte.
Alle geschützten Kulturdenkmäler im Gebiet der Altstadt zeigt die Liste der Kulturdenkmäler in der Gesamtanlage Historische Altstadt.

## Geschichte

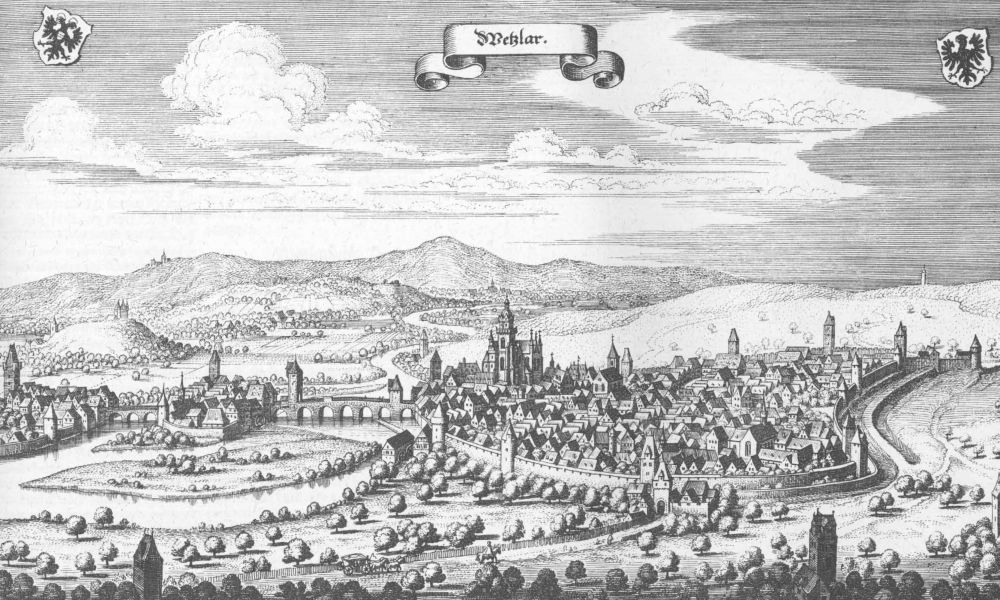
Wetzlar – Auszug aus der Topographia Hassiae von Matthäus Merian 1655

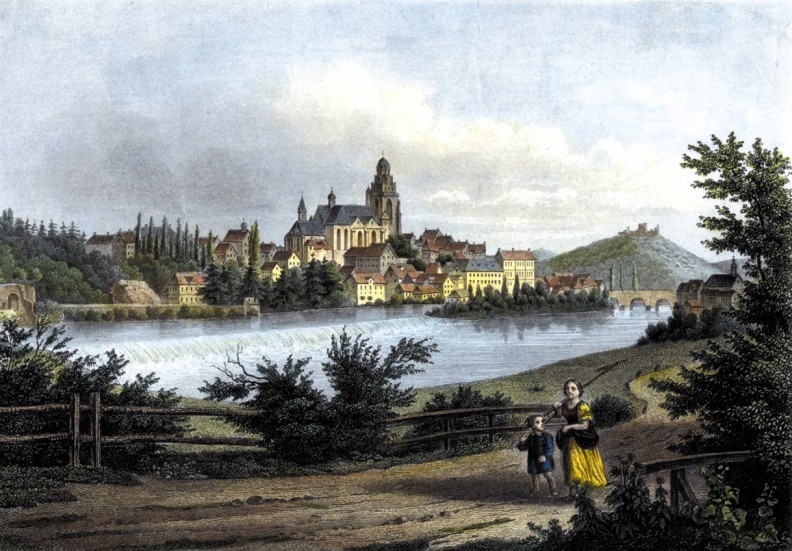
Stadtansicht von Nordosten (Stahlstich um 1850)

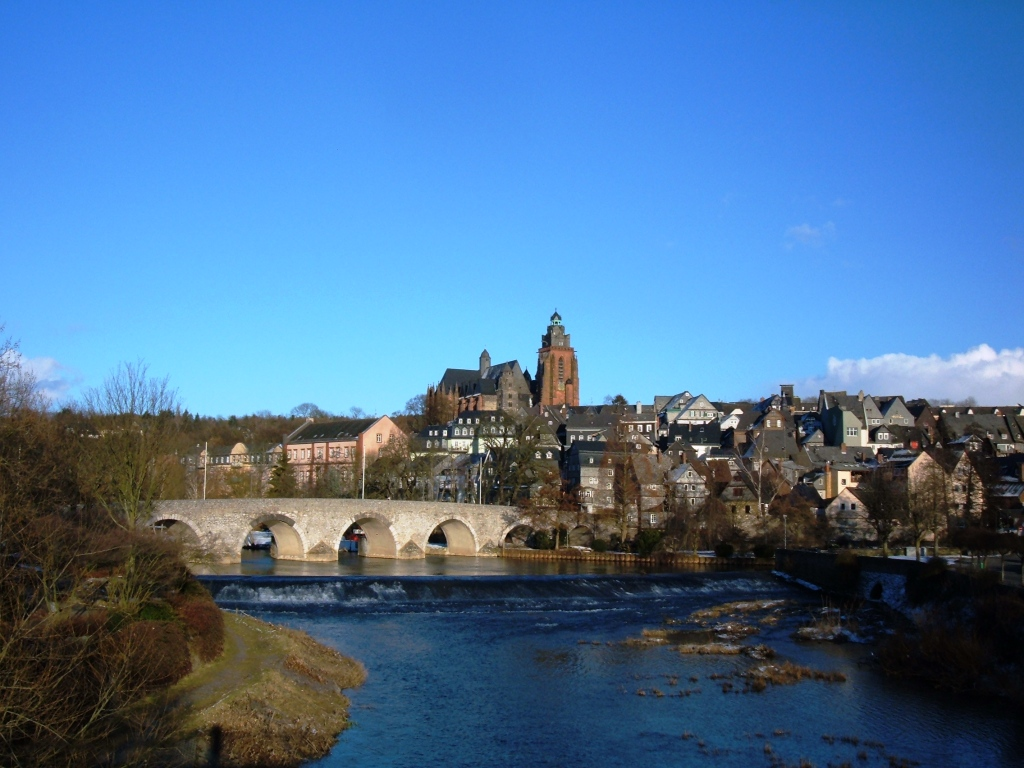
Dom und Altstadt

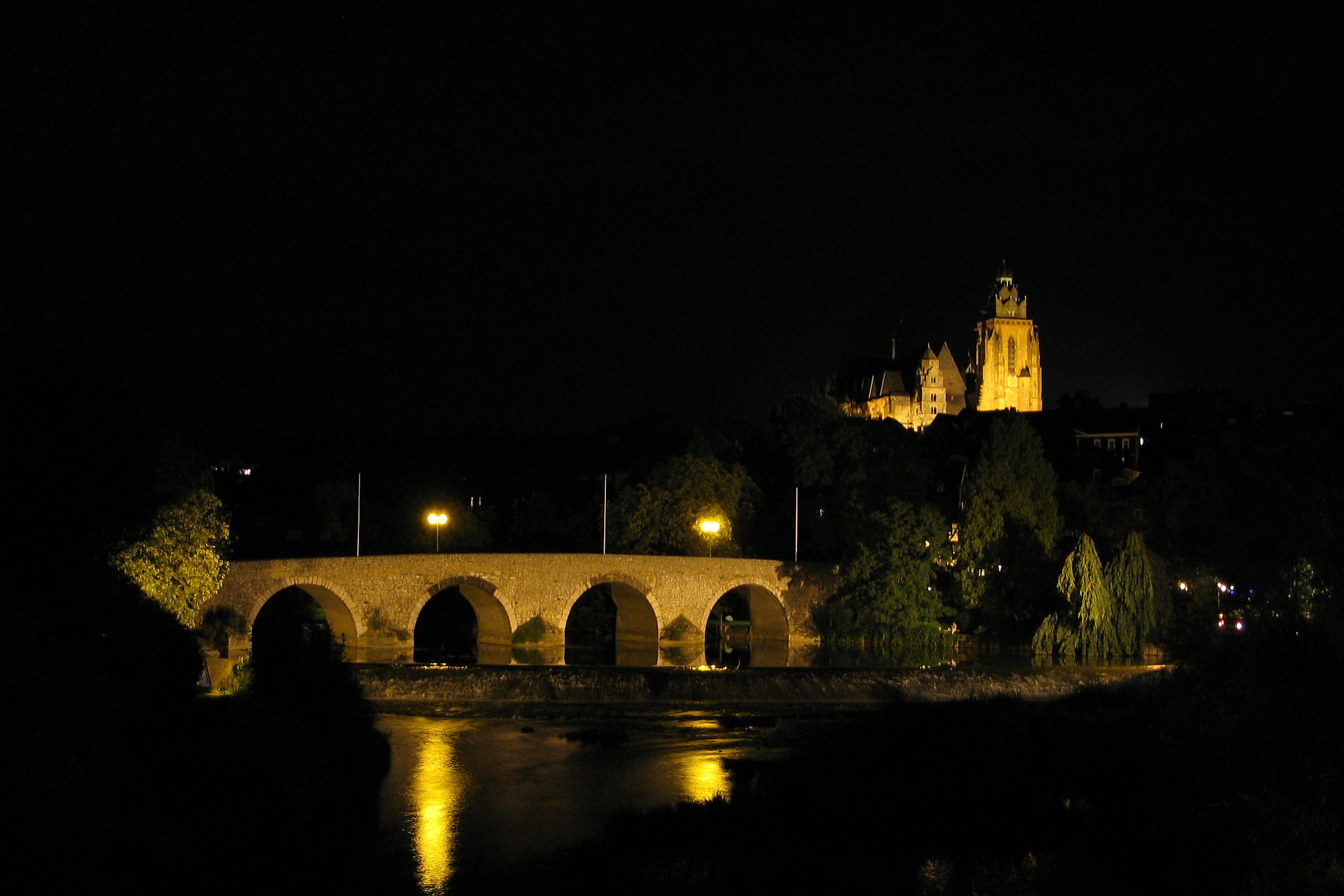
Blick auf die Altstadt mit Dom und Lahnbrücke bei Nacht

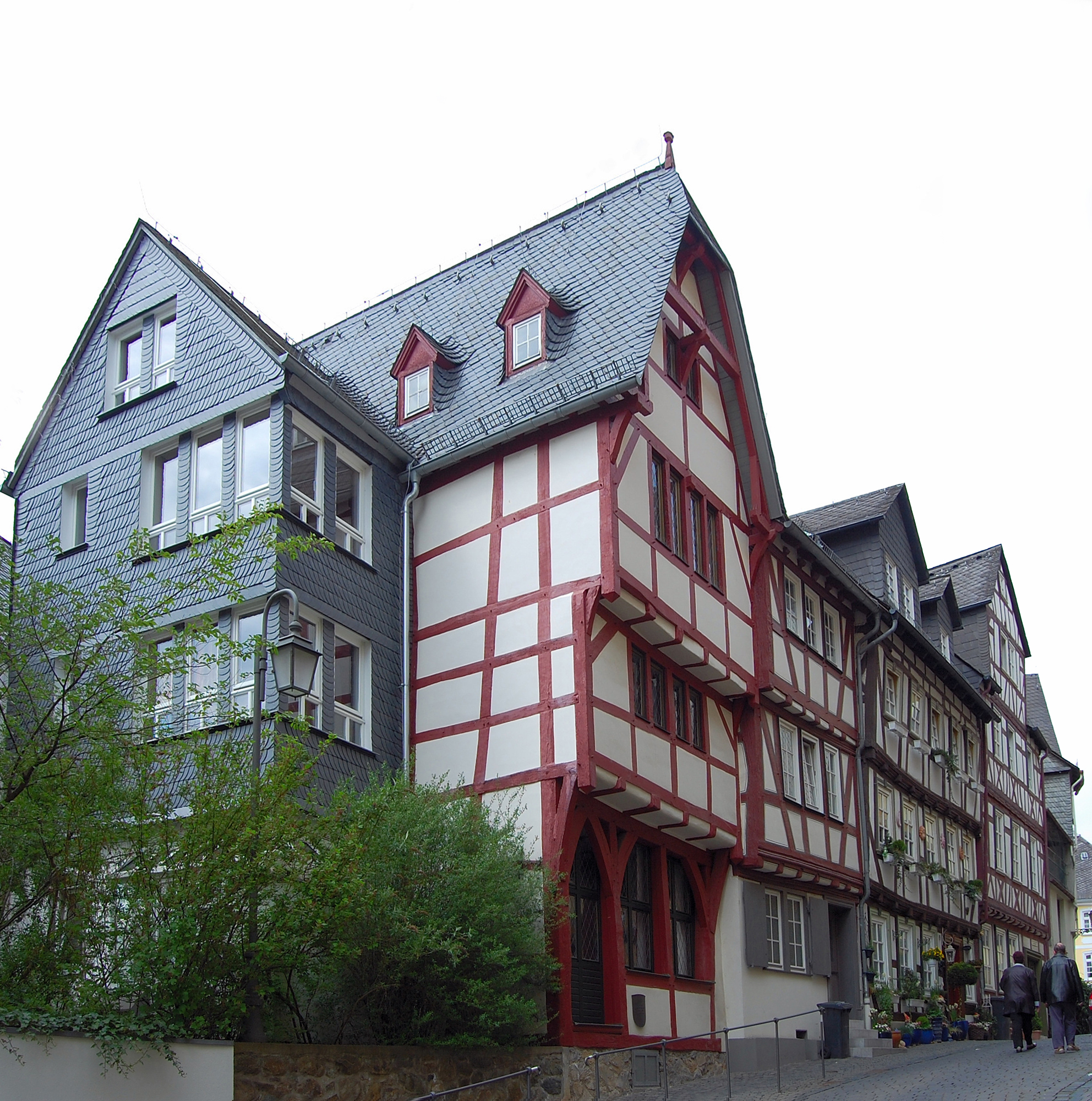
Dreigeschossiger Wandständerbau von 1356

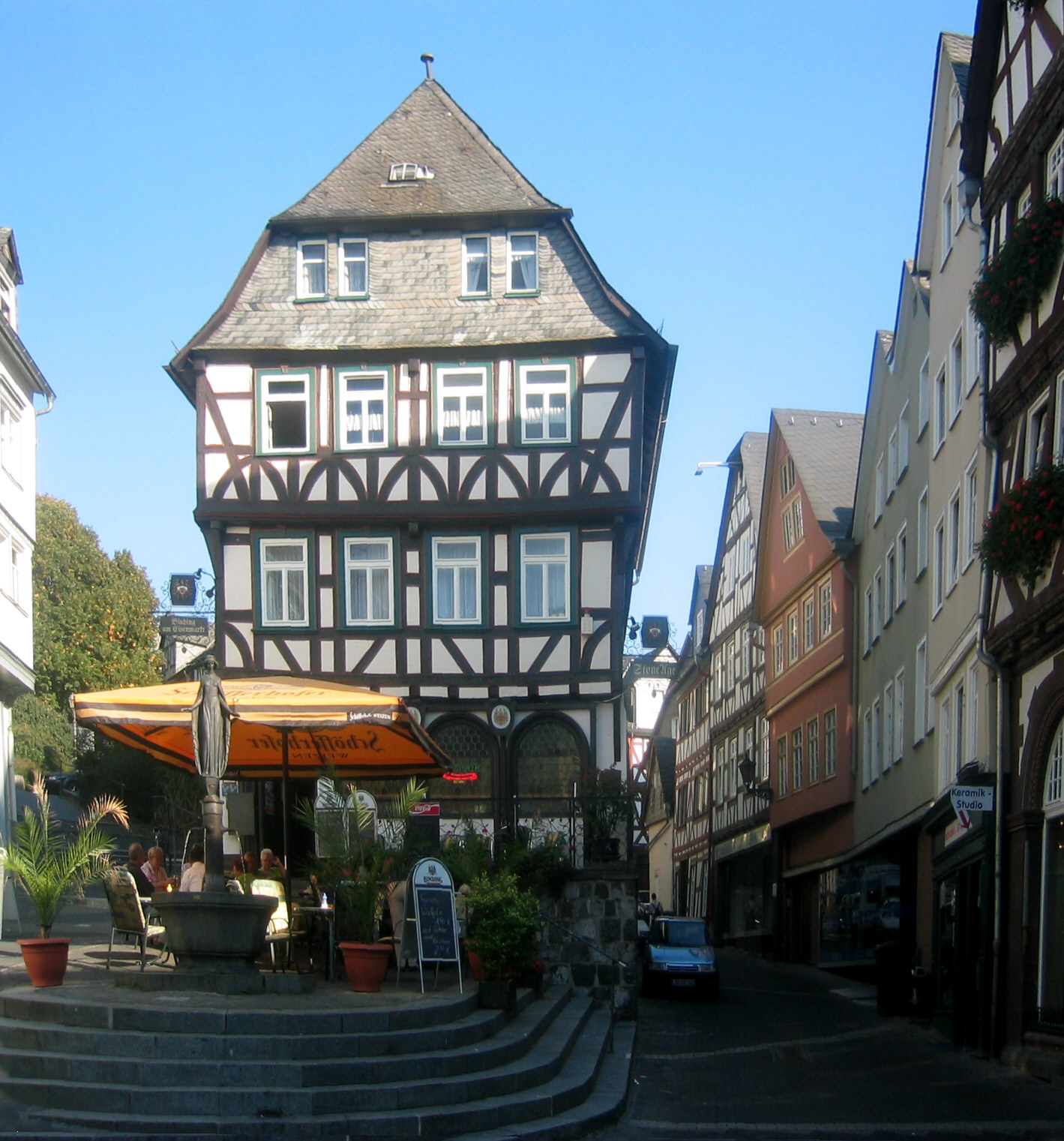
In der Altstadt

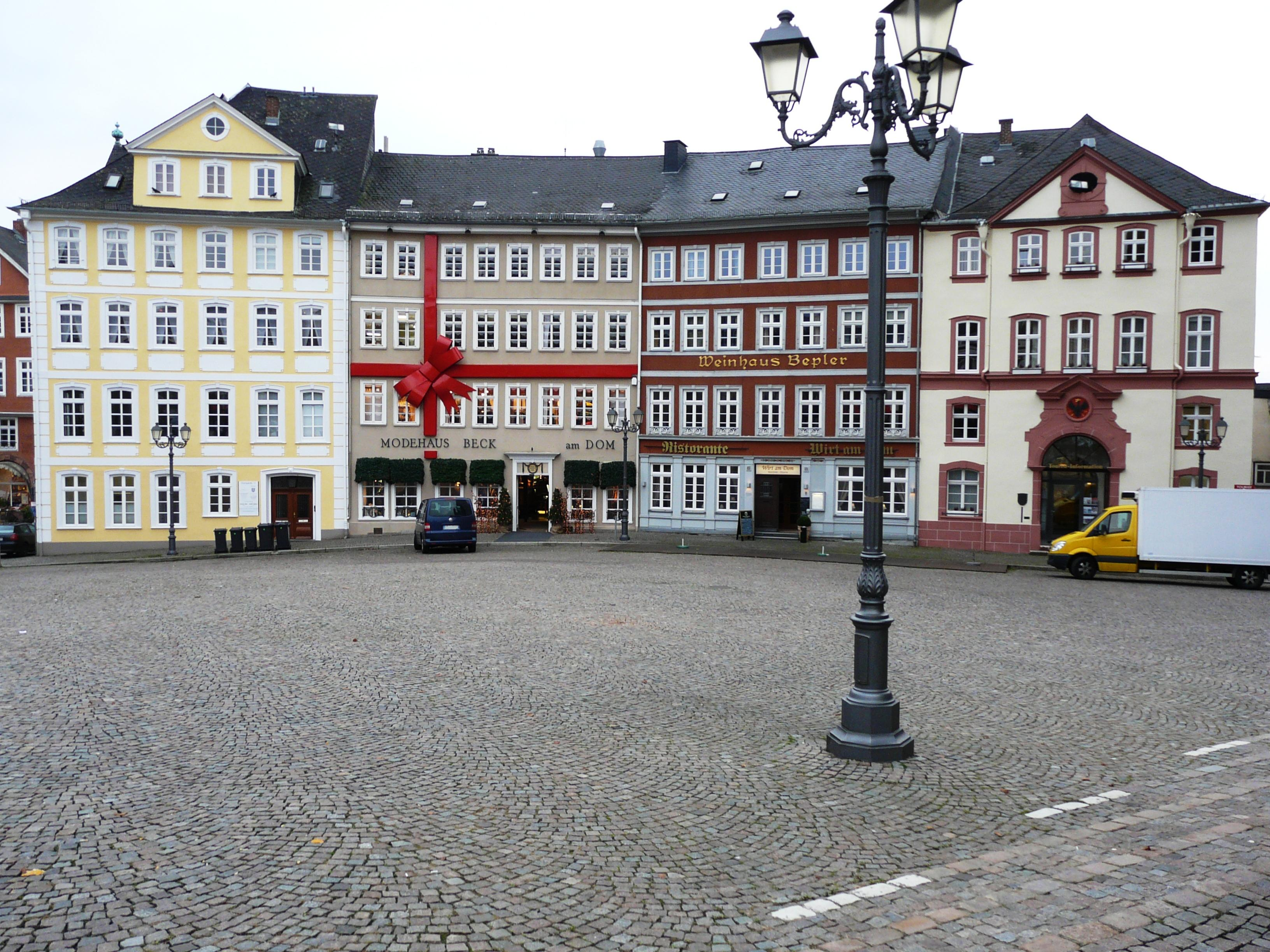
Häuserzeile am Domplatz

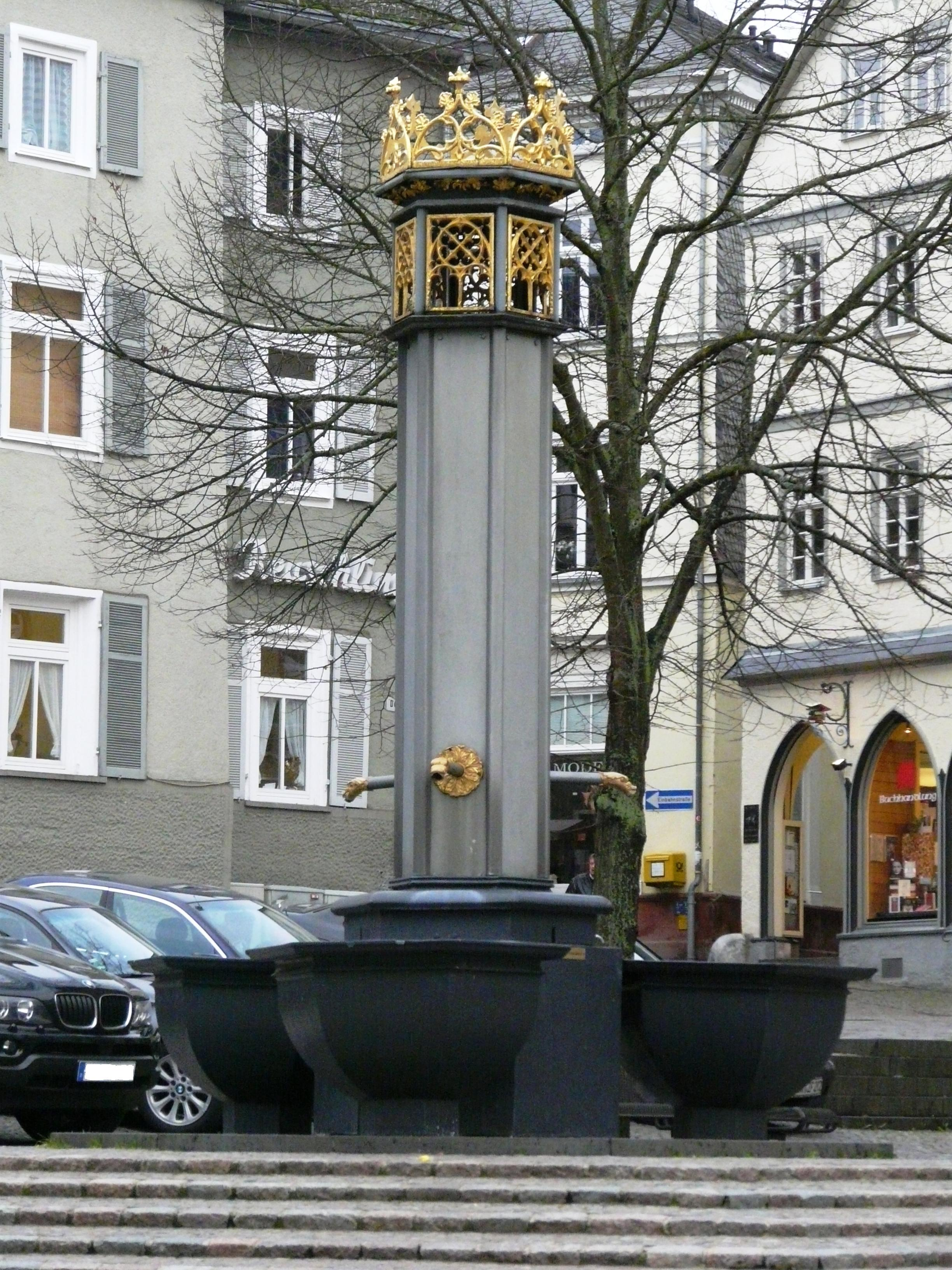
Brunnen auf dem Domplatz

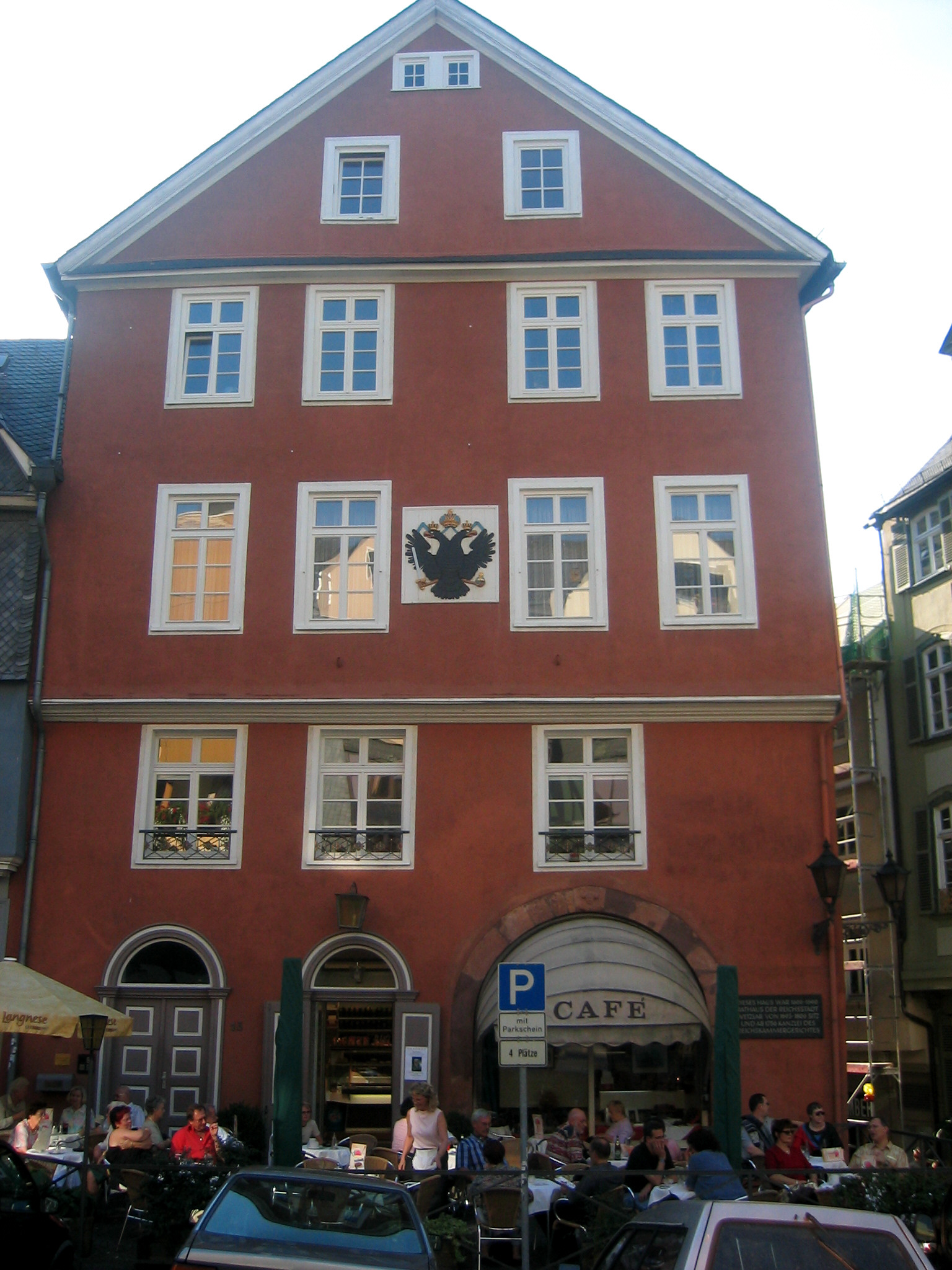
Der ehemalige Sitz der Kanzlei des Reichskammergerichts

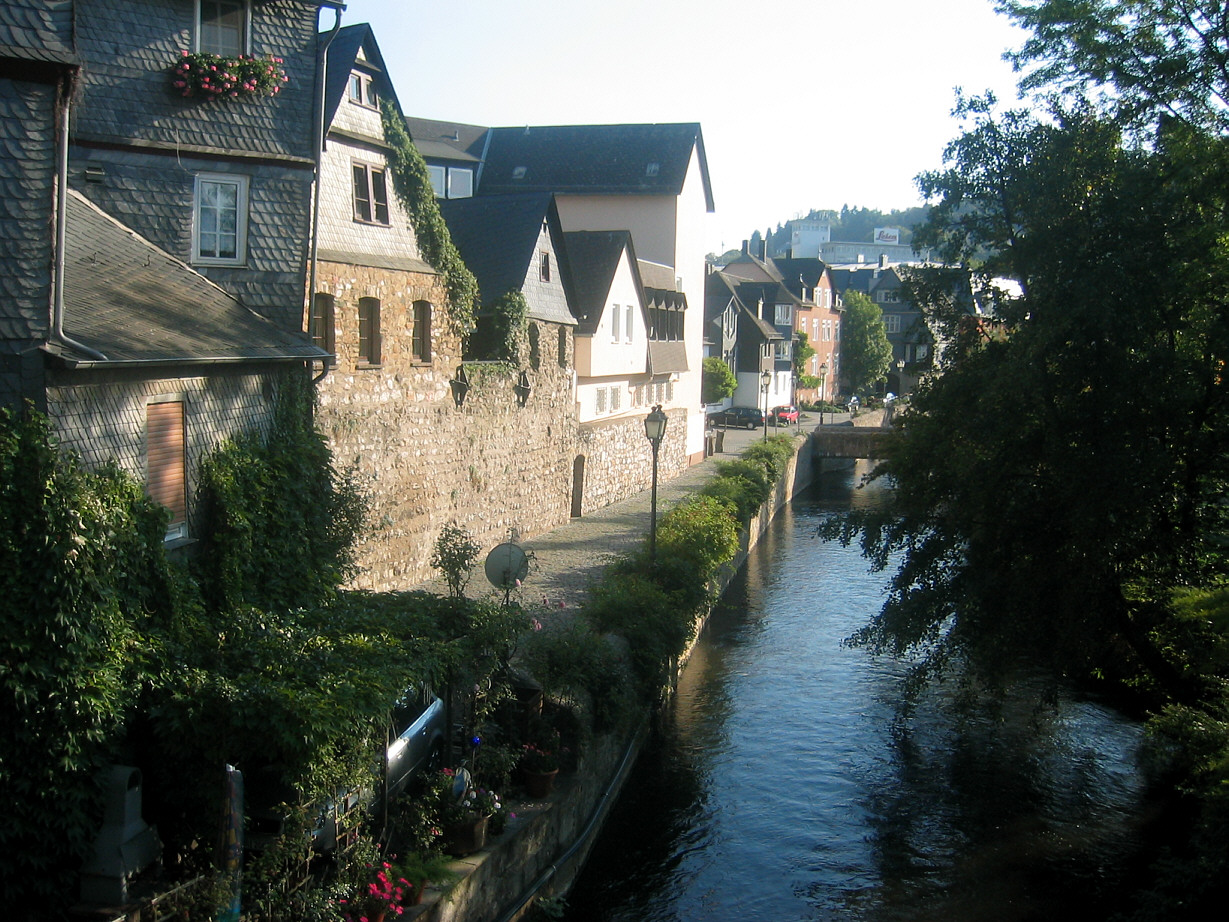
Am Mühlgraben

Zu einem unbekannten Zeitpunkt erwarb Wetzlar das Marktrecht und damit das Recht, Marktzoll zu erheben. Im Laufe der Jahre entstand auf einem Hügel, dem späteren Domhügel mit dem Marienstift, eine Marktsiedlung. Sie war Anziehungspunkt für Händler und Handwerker. Sie war zum ersten Kirchenbau vor 897 dann auch möglicher Treffpunkt für gläubige Christen.
Dort ließ der Konradiner Gebhard, Graf in der Wetterau und ab 904 Herzog von Lothringen bereits 897 eine Salvatorkirche (Erlöserkirche) weihen, die frühere Bauten ersetzte. Zu Beginn des 10. Jahrhunderts erfolgte die Gründung des Marienstiftes (Wetzlarer Dom), eines Kollegiatstiftes, durch Gebhards Söhne Hermann I., einen späteren Herzog von Schwaben, und Udo I., Graf in der Wetterau.
Kaiser Friedrich I. Barbarossa richtete in Wetzlar eine Reichsvogtei ein und stellte 1180 die Bürger Wetzlars den Bürgern Frankfurts gleich. Wetzlar wurde gleichzeitig Freie und Reichsstadt. Zum Schutz der Stadt und um die Wetterau als Reichsland zu sichern, baute er hoch über Wetzlar die bestehende Reichsburg Kalsmunt um oder aus. Die alte Reichsburg Kalsmunt soll nach Karl Metz bereits eine frühe römische Gründung sein. Für Zedler hat dieses Schloss Karl der Große um das Jahr 785 erbaut, um die Stadt dadurch besser im Zaume halten zu können, d. h. die Stadt bestand bereits zu dieser Zeit. Sie soll von ihm Carols Mons (Carlmund oder Carlmont) genannt worden sein, die heutige Benennung hat folgende Bedeutung: Kals- = Karls und -munt = Vasall, d. h. ein Lehensmann des Fränkischen Hofes. Andere Quellen halten den Namen für vorgermanisch oder keltisch.
In dieser wachsenden Stadt entstanden im 13. Jahrhundert Niederlassungen zur Verwaltung der Wetzlarer Besitzungen der nahegelegenen Klöster Altenberg und Arnsburg. Auch der um 1285 gegründete Hof des Marburger Deutschordenshauses hatte eine Funktion als Sammelstelle für die Einkünfte von den Ländereien und aus den Mühlen, die dem Orden in der Stadt Wetzlar und ihrer Umgebung gehörten. Zehntscheunen, eine Herberge für die Unterbringung durchreisender Ordensbrüder, eine Elisabethkapelle und ein Verwalterhaus gehörten zum hiesigen Anwesen des Deutschen Ordens. In Wetzlar ließen sich ferner in der zweiten Hälfte des 13. Jahrhunderts die Mönche des Franziskanerordens nieder. Man hatte ihnen am Rande der Altstadt, dort wo der Wetzbach in die Stadt hereinfloss, Gelände zum Bau ihres Klosters und der Klosterkirche angewiesen.
Ein in der Mitte des 14. Jahrhunderts als Rathaus errichtetes Gebäude war nach mehrfachem Umbau Sitz und Kanzlei des Reichskammergerichtes (1689 bis 1806). Das Gericht zog später in das gegenüberliegende sogenannte Herzogliche Haus und danach bis zu seiner Auflösung 1806 ins Von Ingelheim’sche Palais. Dieses Gebäude wurde nach einem weiteren Umbau als Kaserne, später als Hauptpost genutzt. Nach deren Auszug dient es unter anderem als Gaststätte und Wohnhaus.

## Altstadt heute
Heute ist die Altstadt in den Mauern des 13. Jahrhunderts aus historischen und städtebaulichen Gründen als Gesamtanlage nach dem hessischen Denkmalschutzgesetz als Kulturdenkmal geschützt.
Die Altstadt ist Standort der wichtigsten Sehenswürdigkeiten Wetzlars mit dem romanischen Dom, den Museen und den behutsam restaurierten Fachwerkhäusern. Die Altstadt zieht sich mit Gassen und kleinen Plätzen terrassenförmig zur Lahn und zur alten Lahnbrücke hinab. Die steinerne Lahnbrücke wurde im Jahre 1288 erstmals erwähnt.
Das nahezu geschlossene Ensemble historischer Bauwerke und Wohnhäuser in der Altstadt mit Fachwerkhäusern und Steinbauten aus der Zeit der Romanik (Dom), der Gotik, aus Renaissance und Barock ist größtenteils in einem Zustand erhalten und weitgehend restauriert, wie er sich gegen Ende des 18. Jahrhunderts darstellte. Es bestehen die Plätze Buttermarkt/Domplatz, Fischmarkt, Eisenmarkt, Kornmarkt und der ehemalige Franziskanerhof, jetzt Schillerplatz. Zu den rund 50 besonders nennenswerten Gebäuden gehören: ein Wandständerbau am Brodschirm aus dem Jahr 1356, die Alte Münz am Eisenmarkt, der Römische Kaiser (ein ehemaliges Theater- und Ballhaus aus dem 15. Jahrhundert), das Haus Zum Reichsapfel, der ehemalige Deutschordenshof, heute Städtisches Museum, das Lottehaus, Wohnhaus der Charlotte Buff, das Jerusalemhaus, in dem sich Karl Wilhelm Jerusalem erschoss und so eine traurige Berühmtheit als Werther erlangte, das fürstliche Palais Papius, in dem sich eine Sammlung historischer Möbel befindet, zusammengestellt von Irmgard von Lemmers-Danforth.
Der weitgehend unbeschadet gebliebene Stadtkern war einst von einer Stadtmauer mit fünf Toren und acht Türmen umgeben. In ihm bilden sorgsam restaurierte Fachwerkhäuser einen reizvollen Kontrast zu schönen Barockbauten aus der Reichskammergerichtszeit. Mit der über 700 Jahre alten steinernen Lahnbrücke und dem in seiner stilistischen Vielfalt einzigartigen Dom prägen sie das unverwechselbare Bild der Altstadt. Vom Dom aus sind es nur wenige Schritte über den Fischmarkt bis hin zu Wetzlars ältestem Fachwerkhaus am Brodschirm. Die Stadt bietet hier beginnend einen historischen Rundgang an, der über mittelalterliche Marktplätze und steile Treppchen, durch enge Gassen und romantische Winkel führt und insgesamt 43 sehenswerte Bauwerke mit historischen Hintergründen in der Wetzlarer Altstadt vorstellt.
Die Altstadt wird durch einen nahezu vollständigen Ring von Parks umschlossen, Anlagen genannt, die vornehmlich nach den Wetzlarer Partnerstädten benannt sind. Dies sind die Avignon-Anlage und die Schladming-Anlage im Süden, die Colchester-Anlage im Westen und die Siena Promenade im Osten. Geschlossen wird der Ring im Norden durch das Rosengärtchen, ein historisches Friedhofsgelände. Hier befindet sich unter anderem die nicht näher bezeichnete Grabstätte des Karl Wilhelm Jerusalem, Vorbild für Goethes Werther. Das Rosengärtchen ist Standort der Wetzlarer Freilichtbühne im Rahmen der Wetzlarer Festspiele.
Seit August 2020 verfügt die Stadt über ein Bronze-Modell der Altstadt, es ist auf einem Sockel vor dem Dom aufgestellt. Die Wetzlarer Mitglieder des Lions-Clubs haben es zu ihrem 50. Jubiläum als besonderes Geschenk der Stadt gestiftet. Es wurde von der Glockengießerei Rincker in Sinn gefertigt.
Auch in den alten Vorstädten Langgasse und Neustadt, durch die Alte Lahnbrücke mit der Altstadt verbunden, sind noch einige sehenswerte historische Gebäude erhalten. Jedoch hat insbesondere die Neustadt infolge vierspuriger Straßenbauten im 20. Jahrhundert ihren mittelalterlichen Charakter verloren.

## Museen

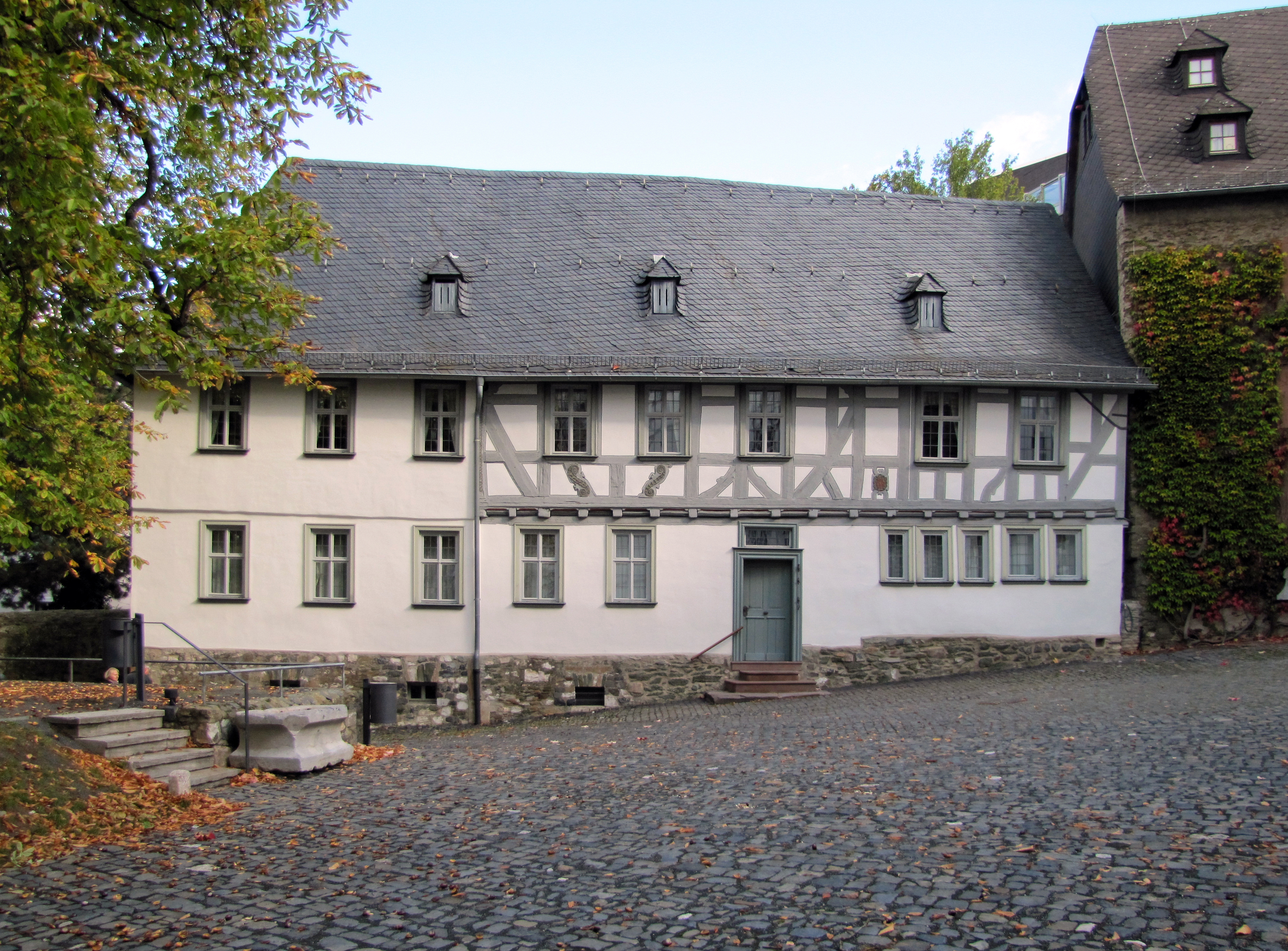
Das Lottehaus (2011)
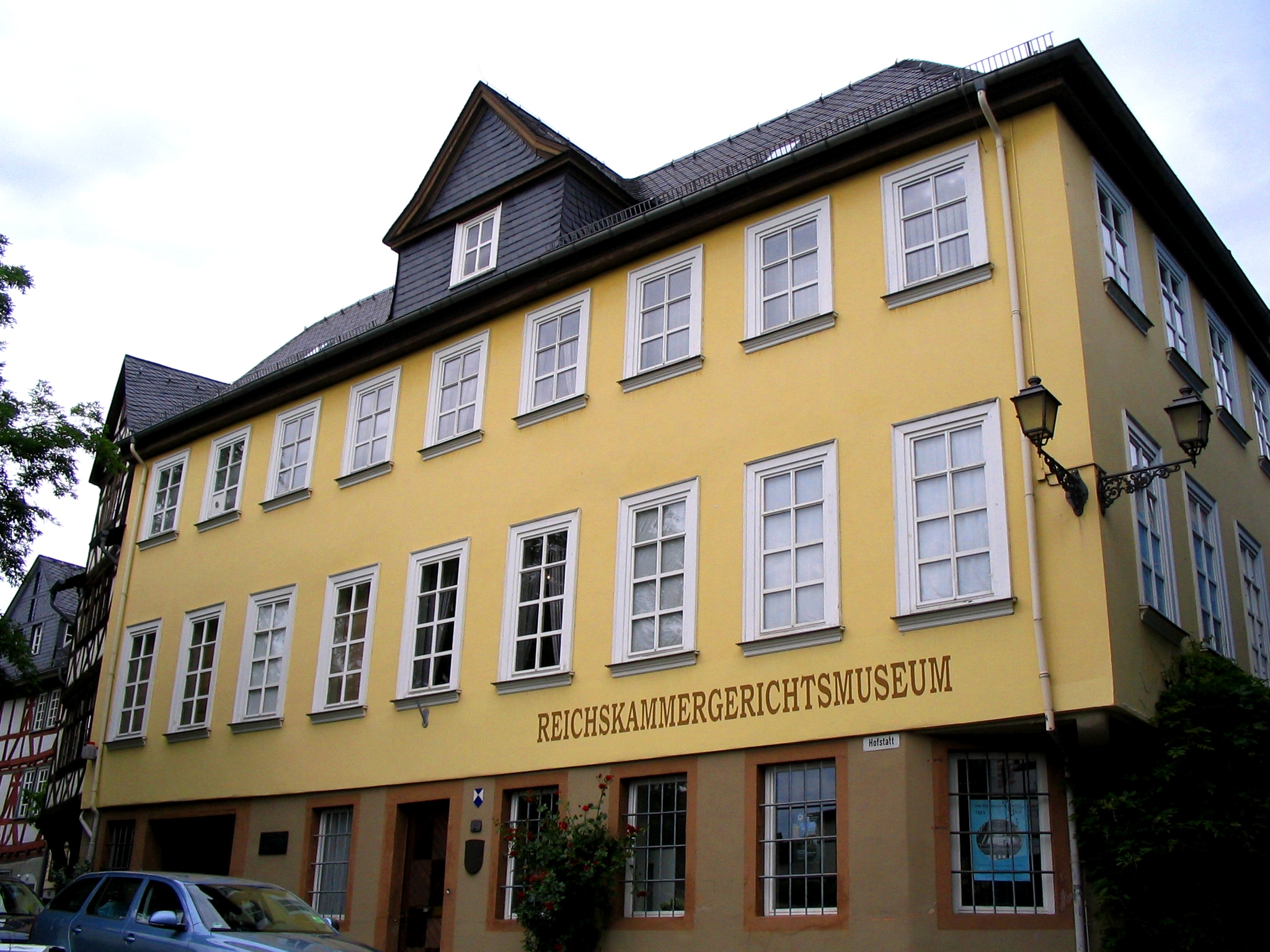
Reichskammergerichtsmuseum
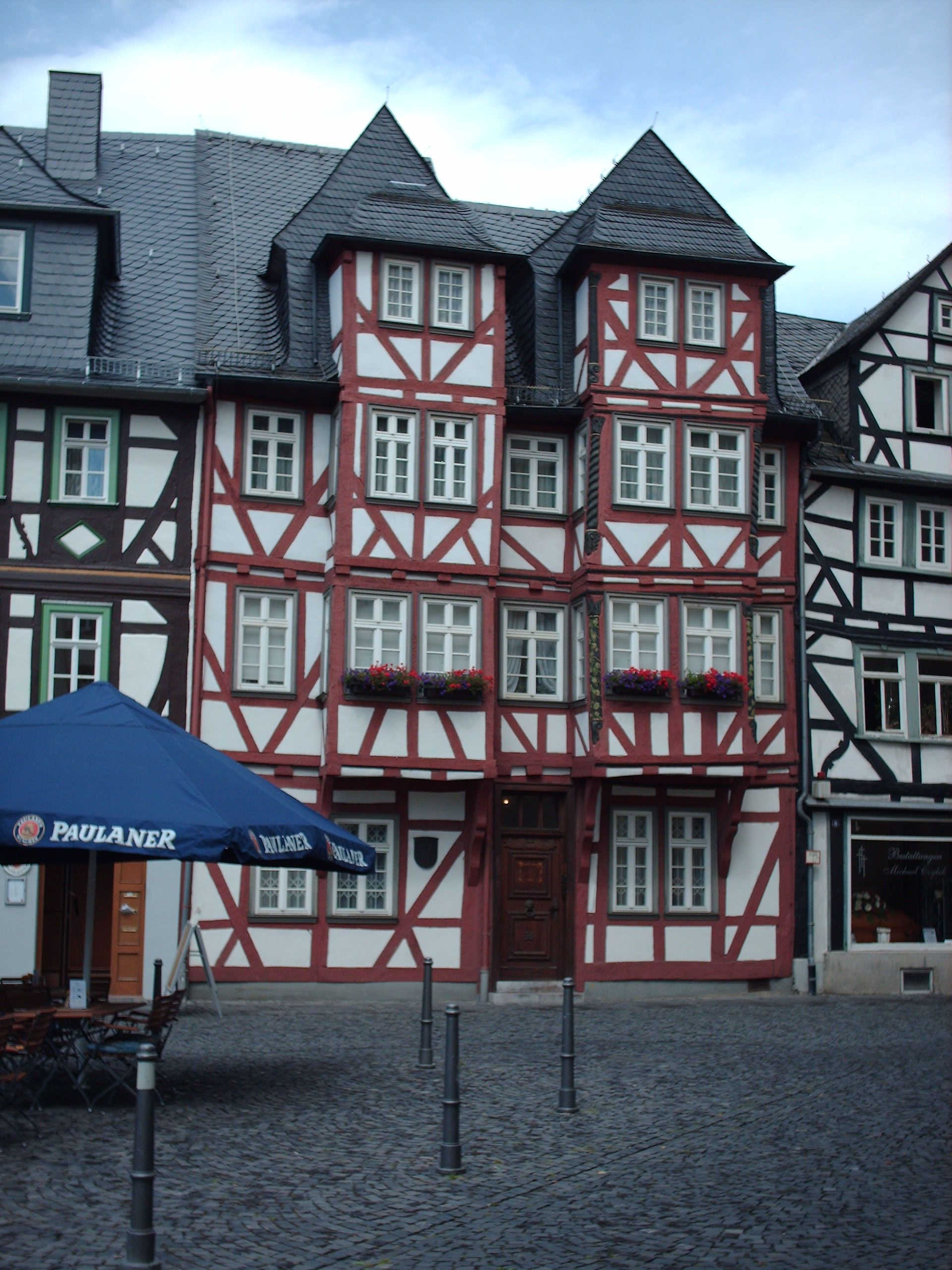
Jerusalemhaus

Die unter städtischer Regie arbeitenden und von der Stadt finanzierten Museen spiegeln die facettenreiche Geschichte der Stadt wider:
Das Stadt- und Industriemuseum ist ein vielfältig ausgestattetes Museum mit Exponaten aus der mittelalterlichen und frühneuzeitlichen Geschichte der Stadt und Zeugnissen der regionalen Industriekultur (Schwerindustrie, Optik und Feinmechanik, Bergbau), darunter die Sammlung Karsten Porezag, eine bundesweit einzigartige Sammlung historischer Grubenlampen. Darüber hinaus eröffnet dieses Museum einen Einblick in die Vor- und Frühgeschichte der Region und präsentiert Zeugnisse der Keltenzeit.
Zwei Museen sind dem Umfeld von Goethe gewidmet. Das Lotte-Haus ist eine Gedenkstätte für Charlotte Kestner geb. Buff als Erinnerung an die Zeit, als Goethe hier oft Gast war. Dank aufwendiger denkmalpflegerischer Untersuchungen war es möglich, das frühere Deutschordenshaus in Wetzlar annähernd in jenen Zustand zu rekonstruieren, in dem Johann Wolfgang Goethe es am Ende des 18. Jahrhunderts vorfand. Jährlich besuchen Tausende Touristen aus aller Welt dieses Gebäude. Das Jerusalemhaus ist eine weitere Gedenkstätte für Goethes Roman Die Leiden des jungen Werther. In diesem Gebäude nahm sich einst Karl Wilhelm Jerusalem, vermutlich aus Liebeskummer, das Leben. Jerusalem war eines der realen Vorbilder des Werther. In der Gedenkstätte findet sich heute, wie im Werther beschrieben, „Emilia Galotti auf dem Pulte aufgeschlagen“. Heute beherbergt der restaurierte Altbau neben der Wetzlarer Museumsverwaltung auch die Goethe-Werther-Sammlung.
Die Sammlung Irmgard von Lemmers-Danforths zeigt europäische Wohnkultur aus Renaissance und Barock, zusammengestellt und öffentlich zugänglich gemacht von der Wetzlarer Kinderärztin im fürstlichen Palais, dem sogenannten Palais Papius (benannt nach Franz von Pape, genannt Papius, einem Assessor am Reichskammergericht). Sie gehört zu den bedeutendsten Sammlungen historischer Möbel aus Renaissance und Barock.
Das Museum des Reichskammergerichts ist bundesweit das einzige rechtsgeschichtliche Museum. Es wird getragen von der Gesellschaft für Reichskammergerichtsforschung e. V. und der Stadt Wetzlar. Dort wird eine Reihe hochwertiger Exponate zur Verfassungsgeschichte des Heiligen Römischen Reiches Deutscher Nation präsentiert. Dem Museum ist außerdem eine Forschungsstelle des Max-Planck-Instituts für europäische Rechtsgeschichte zugeordnet.
Mit dem Viseum ist seit 2007 ein weiteres Haus hinzugekommen: 14 Unternehmen der Optik, Feinmechanik und Sensorik aus Wetzlar und dem Umland haben das Haus der Optik und Feinmechanik gegründet. Sie stellen sich vor mit interaktiven Versuchen, Experimenten und Hightech-Produkten zum Kennenlernen.

## Wetzlarer Dom und andere Sakralbauten

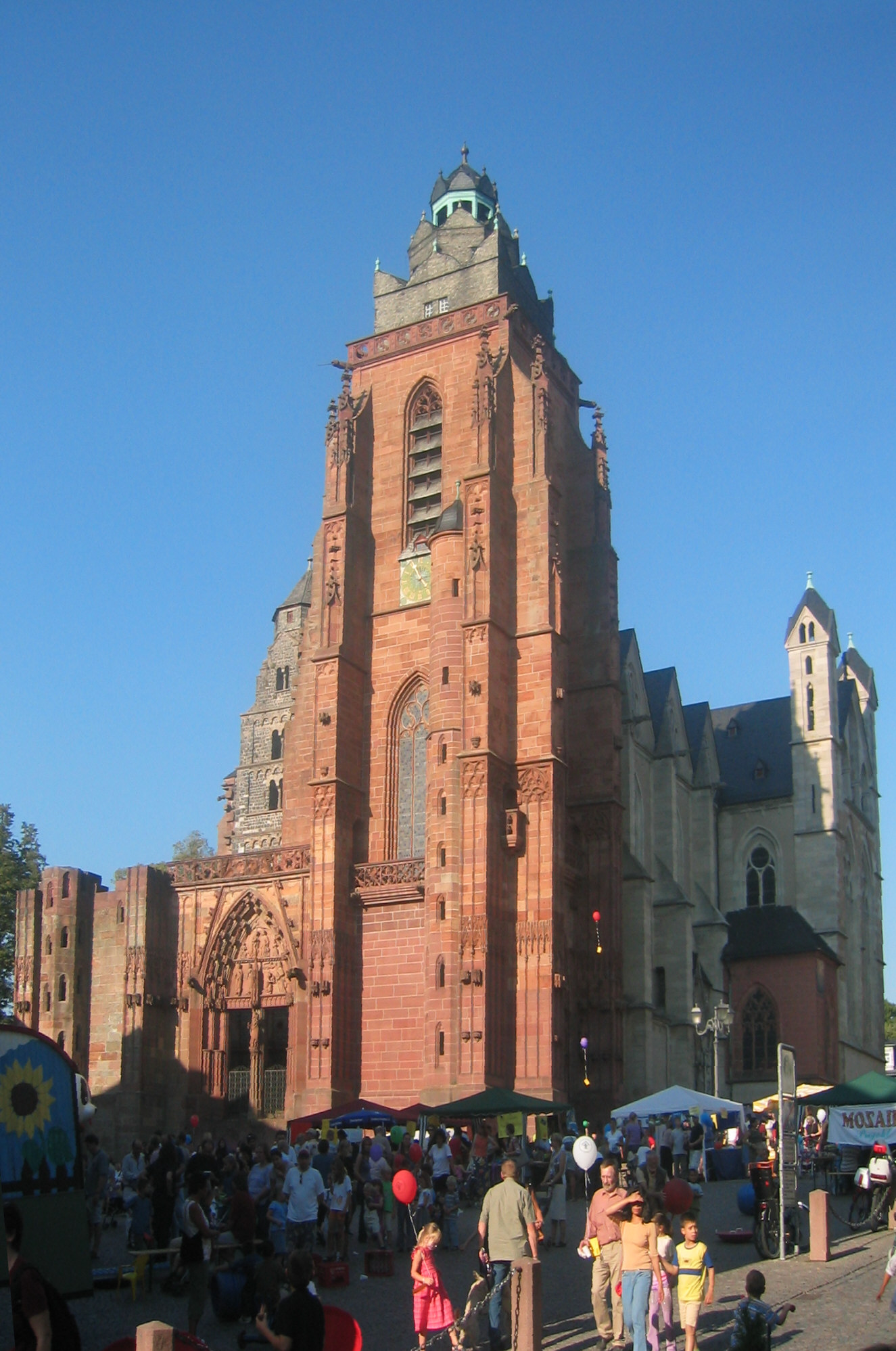
Wetzlarer Dom

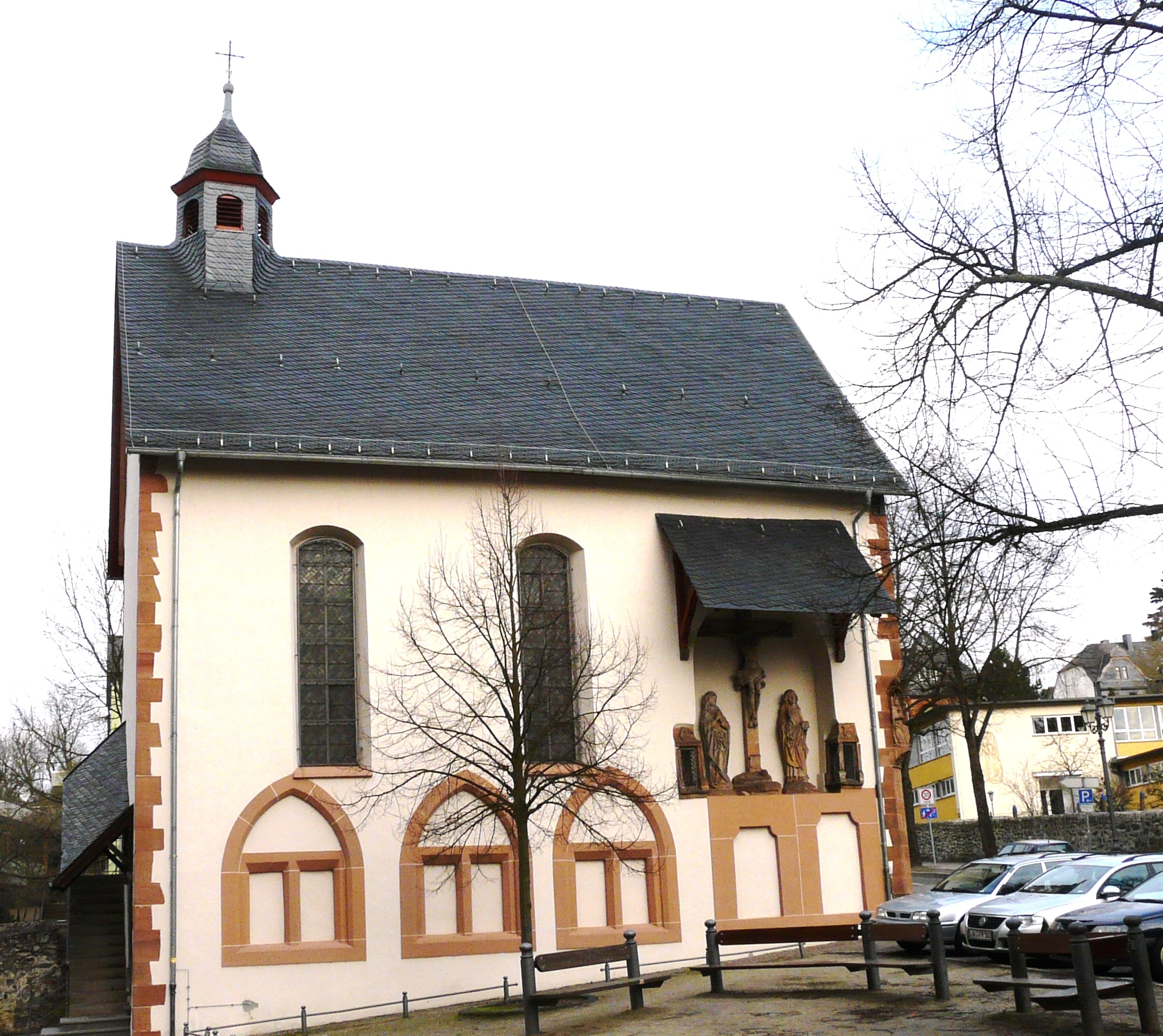
Michaelskapelle

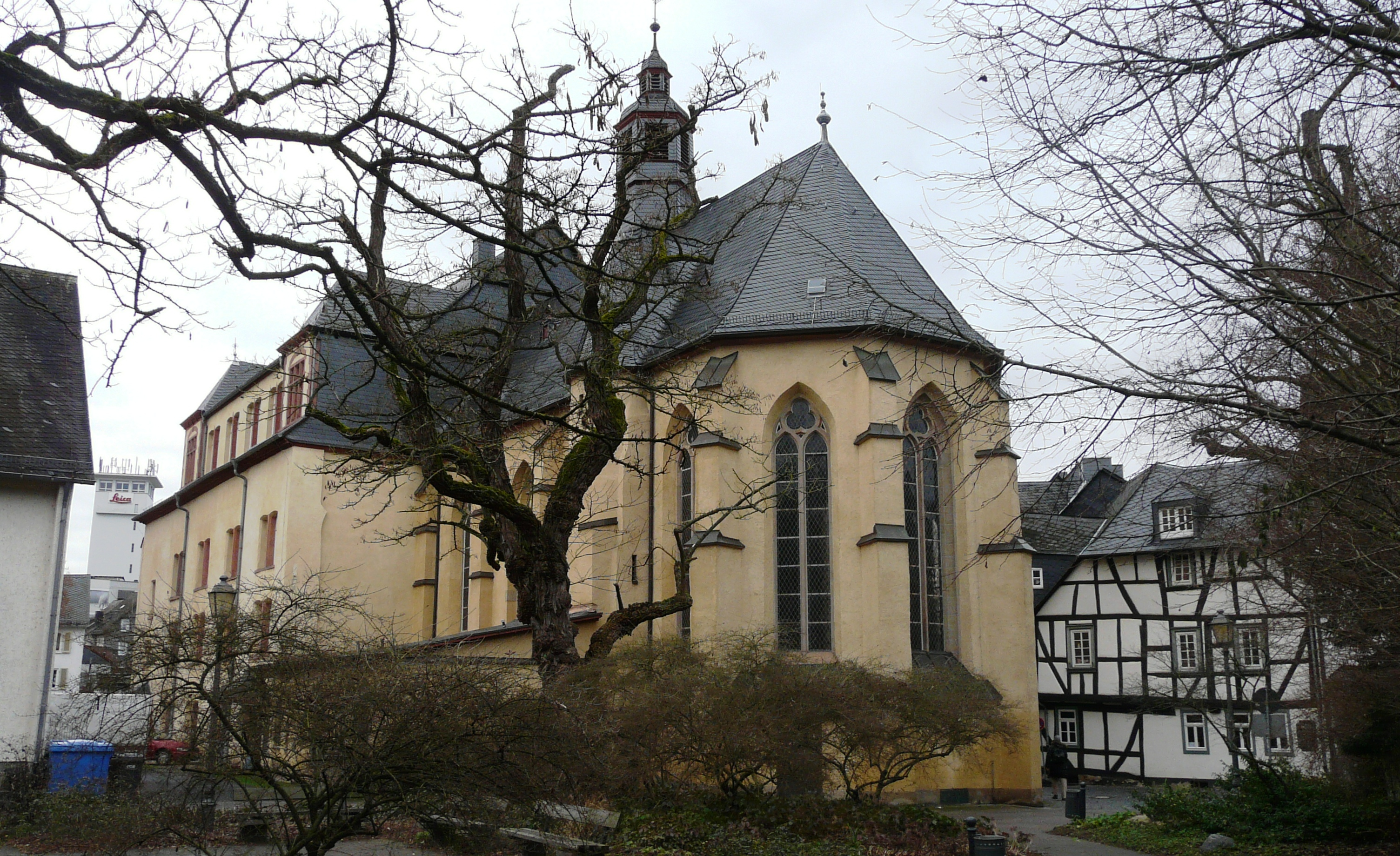
Untere Stadtkirche vom Klostergarten

Der Dom (Marienstift) ist eines der Wahrzeichen von Wetzlar. Baubeginn des Doms, der noch nicht vollendet ist, war 1230. Er ist Nachfolger einer im Jahre 897 geweihten Salvatorkirche und diese bereits in Nachfolge einer Vorgängerkirche. Diese spätromanische Stiftskirche war erst 40 Jahre alt, als man sich um 1230 entschloss, an ihrer Stelle einen neuen, wesentlich größeren Kirchenbau aufzuführen. Die neue Kirche, eine dreischiffige Hallenkirche mit Querhaus und Chor, sollte weithin sichtbar sein mit einer geplanten Doppelturmfassade mit hohen durchbrochenen Spitzhelmen. Zwischen Stadt und Stift kam es wegen der Baufinanzierung zu Streitigkeiten und so kam es nicht mehr zur Fertigstellung des zweiten Turmes.
Dom hieß die Stifts- und Pfarrkirche ab Ende des 17. Jahrhunderts. Die Bezeichnung setzte sich in der Zeit des Reichskammergerichts (1689–1806) durch, als der Kur-Erzbischof von Trier Stiftspropst, der Dom also Bischofskirche war.
Das Bauwerk wirkt wie ein „steingewordenes Buch über mittelalterliche Baustilkunde“. Er bietet trotz seiner über die Jahrhunderte dauernden Bauzeit und trotz eines nicht fertiggestellten Turms heute ein geschlossenes Bild. Eine weitere Besonderheit des Doms ist, dass er ökumenisch genutzt wird (zu gleichen Teilen von der evangelischen und katholischen Kirche).
Die Michaeliskapelle ist eine Doppelkapelle südlich des Domchores, die etwa um das Jahr 1250 erbaut wurde. Genutzt wurde sie als ehemalige Bauhütte des Domes und später als Karner oder Ossarium. An der Westwand steht eine große Kreuzigungsgruppe (1509).
Die Franziskanerkirche, eine Klostergründung aus dem Jahr 1263, wird auch als Untere Stadtkirche bezeichnet. Der Chor wird noch für Gottesdienste genutzt. Das Langhaus der Kirche ist profaniert.
Die Hospitalkirche ist eine in den Jahren 1755–1764 von J. L. Splittdorf errichtete Kirche mit sehenswertem Aufbau von Kanzel, Orgel über dem Altar und dreiseitigen Emporen. Die erste Erwähnung des Hospitals legt die Annahme nahe, dass es mit der dazugehörenden Kapelle in der Mitte des 13. Jahrhunderts erbaut wurde.

## Stadtbefestigung und Wehrtürme

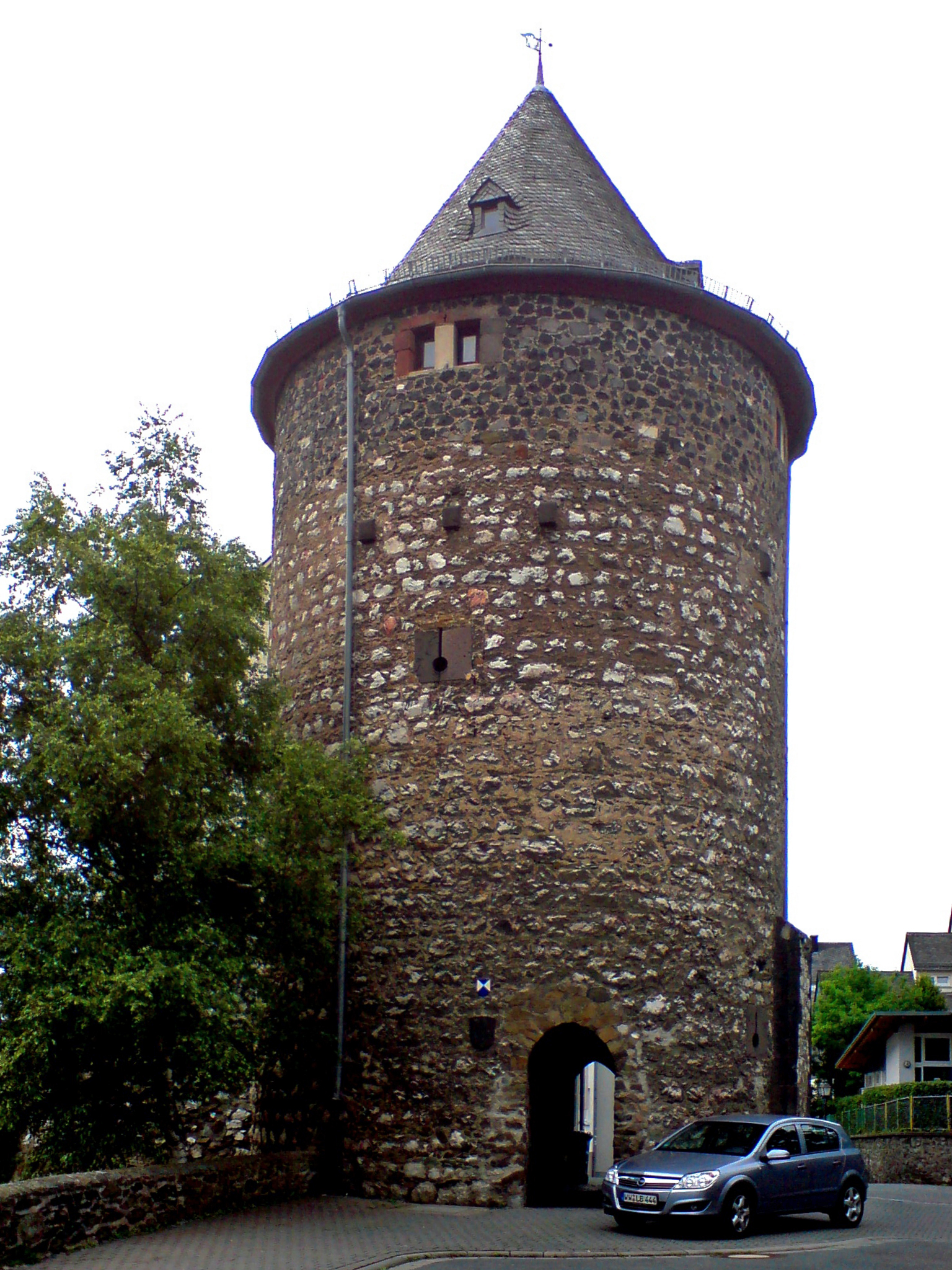
Der Säuturm – Letzter erhaltener Turm der mittelalterlichen Stadtmauer

Stellenweise ist noch eine gut erhaltene Stadtmauer, die nicht nur die Altstadt, sondern auch die Vorstädte schützte, zu sehen. Der Verlauf der Ringmauer wird heute größtenteils von Parkanlagen gesäumt. Mehrere kleine Pforten und fünf starke Tore ermöglichten den Zugang. Ansehnliche Reste der Stadtbefestigung, einer Ringmauer mit einer ursprünglichen Länge von rund 1,7 km bei einer Höhe von durchschnittlich 10 m bis 11 m, aus dem 13. und 14. Jahrhundert sind noch erhalten. Zum Beispiel ein als Schneiderturm oder Säuturm bekannter Befestigungsturm, die Kalsmuntpforte als Stadttor zur früheren Vorstadt Silhofen sowie große Teile der Stadtmauer. Die damaligen Wachtürme wurden mit den jeweiligen Mauerbereichen den Wetzlarer Zünften zugeteilt, sie waren dort für den Erhalt und gegebenenfalls für die Verteidigung mitverantwortlich. So war es die Schneiderzunft die zuständig war für den daraus abgeleiteten Schneiderturm mit Mauerbereich. Zu der Bezeichnung Säuturm statt Schneiderturm kam es, weil durch dessen Turmpforte Schweine (Säue) der anwohnenden Bauern auf die Weide außerhalb der Stadtmauer getrieben wurden. Später wurde auf dieser Weide oder Wiese die sogenannte Säuwaadskirmes (Säuwaad gleich Sauweide), ein altes traditionelles Volksfest gefeiert, später standortverlegt auf das Gelände des Klosterwaldsportplatzes, bis Mitte 1960.
Die beiden im 14. Jahrhundert auf zwei Höhen östlich und südlich der Stadt erbauten Türme der Landwehren, die Garbenheimer Warte (um 1900 zum Bismarckturm umgebaut) und die Brühlsbacher Warte sind heute Aussichtstürme.